# Víctor Curto
Víctor Curto Ortiz (ur. 17 czerwca 1982 w Tortosie) – hiszpański piłkarz występujący na pozycji napastnika w Albacete Balompié.